# ソペラ
ソペラ(バスク語: Sopela)またはソペラーナ(スペイン語: Sopelana)は、スペイン・バスク州ビスカヤ県のムニシピオ（基礎自治体）。2014年にバスク語名のSopelaが公式名に定められた。コマルカ（郡）としてはウリベ・コスタにあり、ビルバオ都市圏に含まれる。

## 地理
ララバステラ (Larrabasterra)などの自治体との合併を経験しており、面積は8.39km2である。ビスカヤ県の県都ビルバオの北約12kmにあり、メトロ・ビルバオで約35分の距離にある。2003年の調査による人口は11,185人だったが、2014年の調査による人口は13,061人であり、人口は増加傾向にある。ソペラはビルバオ河口の東岸にあり、緑豊かな丘や浜辺を持つ。近隣にはゲチョやレイオアなどの自治体がある。

### 気候
ソペラは海洋性気候であり、アンダルシア州などスペイン南部の気候とは大きく異なっている。バスク海岸にそって厳しい風が吹く傾向があり、降水量は年間を通じて一定である。冬季には北風が吹いて氷点下をやや上回るくらいまで気温が下がり、平均すると冬季の1シーズンで3日間に降雪がある。5月末から9月初頭の夏季は概して快適である。夏季の気候は暖かく、一定の潮風によって適度な気温となる。

## 交通
自治体内をビルバオ・メトロの1号線が通っており、メトロでゲチョ、レイオア、ビルバオなどと結ばれている。ララバステラ地区にララバステラ駅、ソペラ中心部にソペラ駅、計ふたつの駅を持つ。また、道路でもビルバオと接続している。ビルバオや近くの町とソペラを結ぶバス路線があり、ソペラの中心部と浜辺を結ぶバス路線もある。

## 商業
近隣のゲチョやバラカルドにはショッピングセンターがある。ソペラには大きな商業地区やショッピングモールは存在しないが、ソペラの中心部には多様な商品を販売する小規模商店が集まっている。ソペラ西部の主要道路に沿って、若者向けのショップや年中無休のサーフショップなどがある。

## 海岸
ソペラはビスケー湾に面しており、アチャビリビル海岸、バリナチェ海岸、アリエタラ海岸の3つの海岸がある。これらの海岸はサーファーに良好な条件を提供している。4つ目の海岸としてメナコス海岸があるが、砂ではなく小石に覆われていることから、ビーチで太陽を求めてくつろぐ観光客には人気がないが、サーファーに人気がある。サーフィンに適した条件を持つソペラでは、頻繁に近隣地域のサーフィン大会が開催される。市民のにみ知られている特別な場所として、イカツァと呼ばれる小川がある。

### バリナチェ海岸
スペインにヌーディスト・ビーチがもたらされたのは1979年であるとされ、ヨーロッパでも遅い部類に入る。バリナチェ海岸はヌードが許される海岸（ヌーディスト・ビーチ）である。1999年にナチュリストでスポーツ選手のパチ・ロスがソペラ・ヌードレースを創設し、有名ではないが国際的に知られたイベントとなった。このヌードレースは干潮時に海岸を走るレースである。いくつかのカテゴリーに分かれているが、フル・ヌードになった全部門の参加者が一斉にスタートを切る。
2003年にはバスク・ナチュリスト協会(ENE)が、ナチュリズム活動のPR、ナチュリズムとスポーツを取り入れた健康的な生活の発展のために、パチ・ロスから開催権を引き継いだ。バスク・ナチュリスト協会は優勝者に対して、レース創設者の名を冠したパチ・ロス杯を与えている。ソペラ・ヌードレースはイベリア半島におけるこの種のイベントの先駆けであるとされる。地元からの参加者に加えて、フランス、ドイツ、イギリスなどからも参加者がおり、国際的なイベントに成長している。130人が参加した2004年大会では、スペイン国外からはフランス、日本、ペルー、イギリスからの参加者がいたとされる。5,000mを19分16秒で走ったミケル・エステバネスが総合優勝し、27分15秒で走ったヨネ・エチェバリアが女性部門で2連覇した。2006年の第8回大会では18分21秒で走ったフェルナンド・スアンセスが優勝し、136人が参加した2007年大会で2連覇を達成した。
参加者はフル・ヌードで走ることが規則として定められているが、キャップまたは帽子、サングラス、靴下、靴を身につけて走ることは認められている。また、参加者は主催者によるレース中の写真撮影を認めることが求められる。主催者はこれらの写真を、類似のスポーツイベントやヌーディズム（ナチュリズム）の推進のために使用することがある。上位入賞者はカナリア諸島やムルシア州にあるヌーディスト・コロニーへの滞在旅行に招待される。
- 時期 - 毎年夏季
- 参加費 – 無料
- 部門 - 男性部門、女性部門、ベテラン部門（40歳以上）、ジュニア部門（14歳以下）、男女ペア部門[4]
- 距離 - 5,000m（ジュニア部門は2,500m）
- 服装 – フル・ヌード

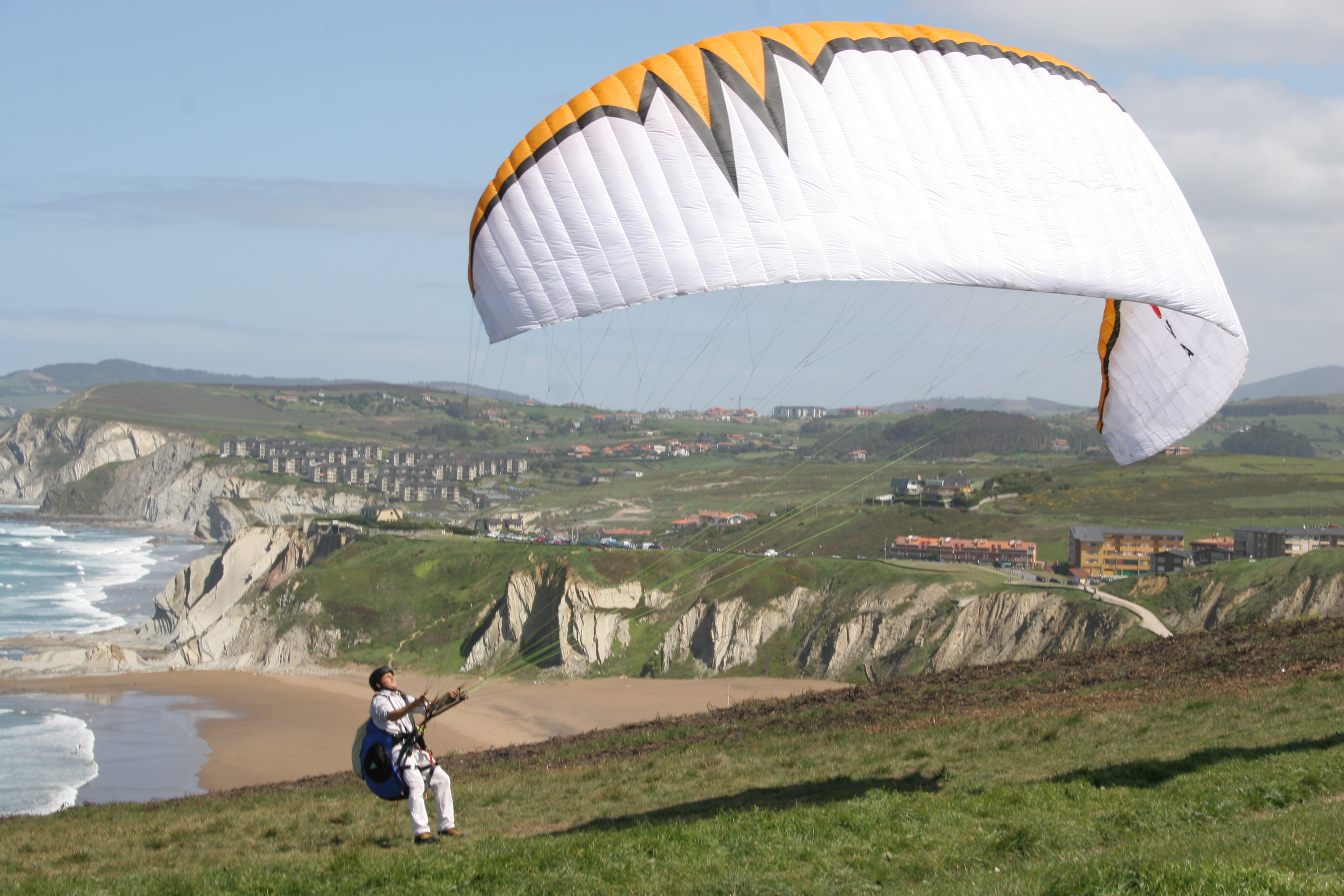
海岸でのパラグライディング
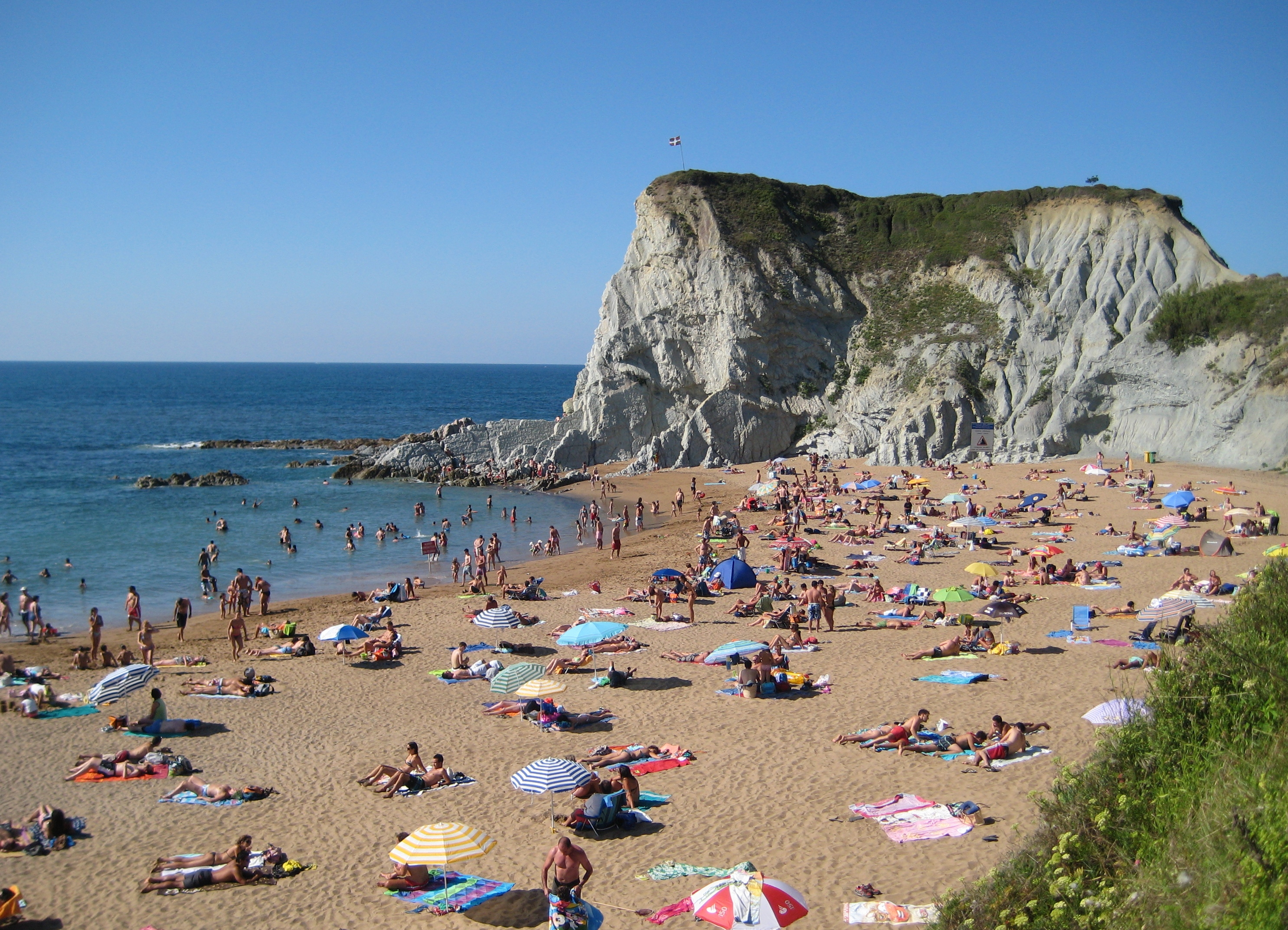
アチャビリビル海岸
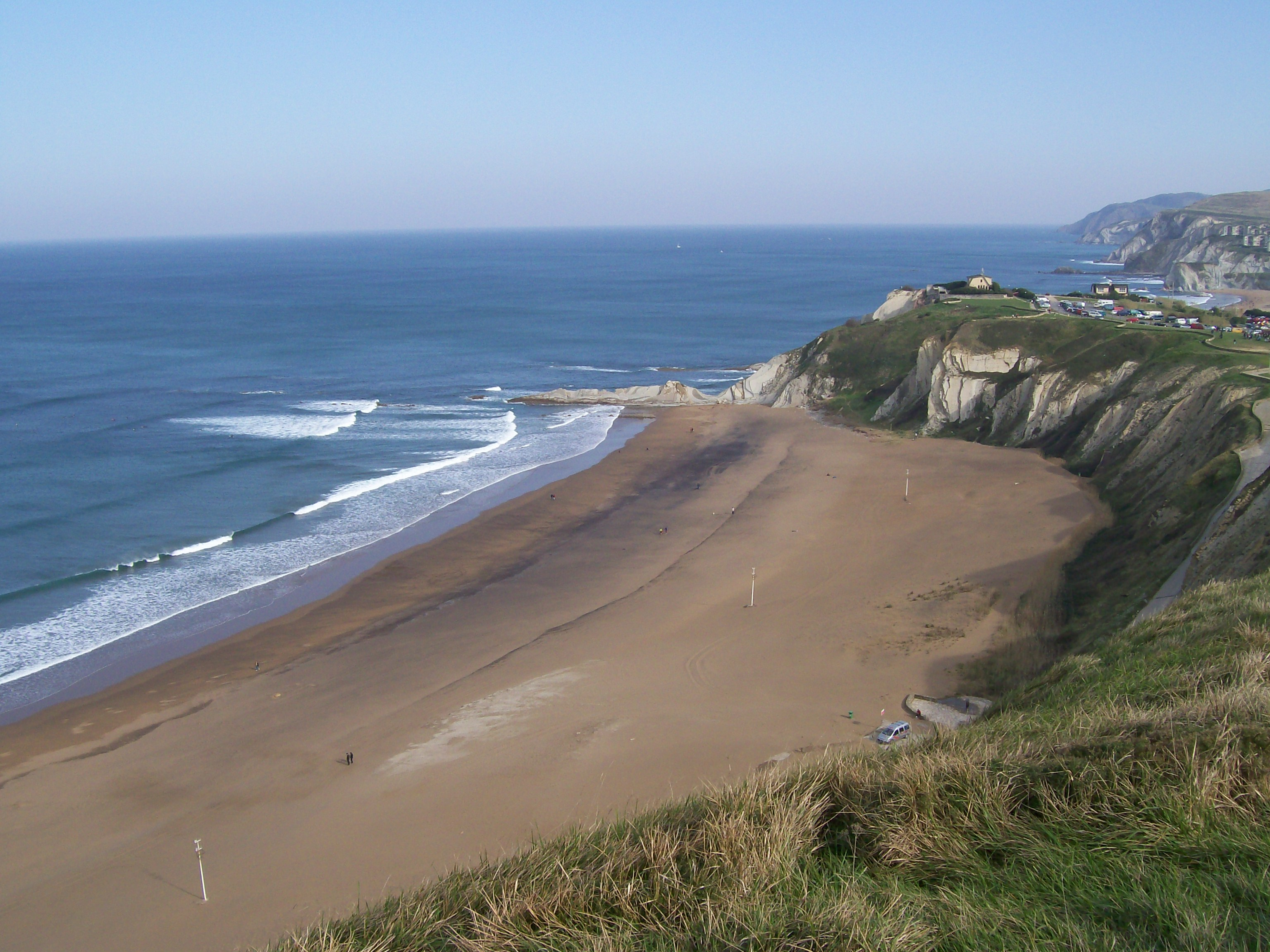
ヌードレース時には全裸の男女が疾走するバリナチェ海岸